# 薩蒂科伊 (加利福尼亞州)
薩蒂科伊（英語：Saticoy）是位於美國加利福尼亞州文圖拉縣的一個人口普查指定地區。

## 地理
薩蒂科伊的座標為34°16′57″N 118°08′56″W / 34.28250°N 118.14889°W，而該地最高點為海拔高度47米（即154英尺）。

## 人口
根據2010年美國人口普查的數據，薩蒂科伊的面積為0.965平方千米，當中陸地面積為0.965平方千米，而水域面積為0.000平方千米。當地共有人口1029人，而人口密度為每平方千米1,066人。